# Batalla d'Omdurman
La batalla de Omdurman va enfrontar el 2 de setembre de 1898 a un exèrcit anglo-egipci comandat pel general britànic Horatio Kitchener amb l'exèrcit d'Abdullahi, successor de l'autoproclamat Mahdi Muhammad, en Omdurman, Sudan. Saldada amb una victòria aclaparadora per les tropes anglo-egípcies, l'enfrontament armat va demostrar la superioritat de la disciplina i la tecnologia militar europees, gràcies a l'ús de fusells i artilleria contra un exèrcit molt nombrós però amb armament totalment arcaic. La batalla va segellar l'èxit dels britànics en el seu intent per reconquistar Sudan, salvaguardar el canal de Suez i garantir la regió contra l'amenaça d'ocupació francesa, encara que no seria fins a la Batalla d'Umm Diwaykarat, un any després, quan els mahdistes serien derrotats. Omdurman és avui un suburbi de Khartum, al centre del Sudan, encara que en el seu dia va ser escollida com a base d'operacions pel Mahdi Muhammad.

## Antecedents
Des de la mort de Charles George Gordon al gener de 1885 durant el setge de Khartum, els dervixos controlaven Sudan íntegrament. El Mahdí havia mort, però el seu successor, el califa Abdullah, exercia un ferri control sobre el seu país pesi a les derrotes dels últims anys. A la Gran Bretanya, l'opinió pública exigia venjança per la mort de Gordon. Com a conseqüència, l'exèrcit egipci va ser reforçat i la defensa del canal de Suez i dels interessos britànics van ser confiats a la Royal Navy i a les tropes britàniques a Egipte. En 1895 es va considerar arribat el moment de preparar la reconquesta de Sudan des d'Egipte. La tasca li va ser encomanada a Horatio Kitchener, sirdar («comandant en cap») de l'exèrcit egipci creat, instruït i dirigit pels britànics i que comprenia excel·lents batallons reclutats entre els nadius del Sudan meridional, homes que odiaven als dervixos. Kitchener no tenia experiència com a comandant de tropes en combat, però tenia gran reputació com a organitzador militar i estava decidit a no fracassar.
Per derrotar a un enemic que es trobava en ple desert calia mantenir extenses línies de comunicació i assegurar el avituallament i l'evacuació dels ferits. Kitchener no va deixar gens a l'atzar i el seu exèrcit estava armat amb l'equipament militar més modern de l'època, incloent metralladores Maxim i artilleria moderna, a més de ser recolzat per una flota de canoneres que escoltaven les tropes i el material que es podien transportar per vaixell fins a la primera cataracta del Nil en Wadi Halfa, 800 quilòmetres al sud del Caire. A partir d'allí, Kitchener va decidir la construcció d'una línia de ferrocarril de via estreta que arribés fins a Atbara. Durant la metòdica aproximació es van lliurar diverses petites batalles entre les forces de Kitchener i les de l'emir Mahmoud, que havia d'atacar mentre el califa concentrava el seu enorme exèrcit en Omdurman, uns 320 quilòmetres més al sud, en la riba del Nil oposada a Khartum.
El comandant irlandès va arribar a albirar l'objectiu l'1 de setembre de 1898, acampant entre el riu i una llarga filera d'arbustos espinosos, la zareba. Aquesta estava vigilada per patrulles a cavall, doncs s'havia detectat una força de 50.000 dervixos a 8 quilòmetres d'allí, després d'un pujol.

## La batalla

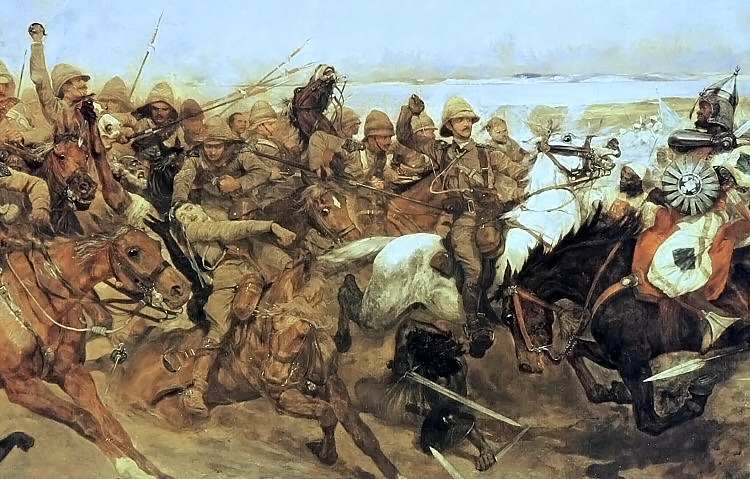
Quadre de Richard Caton Woodville.

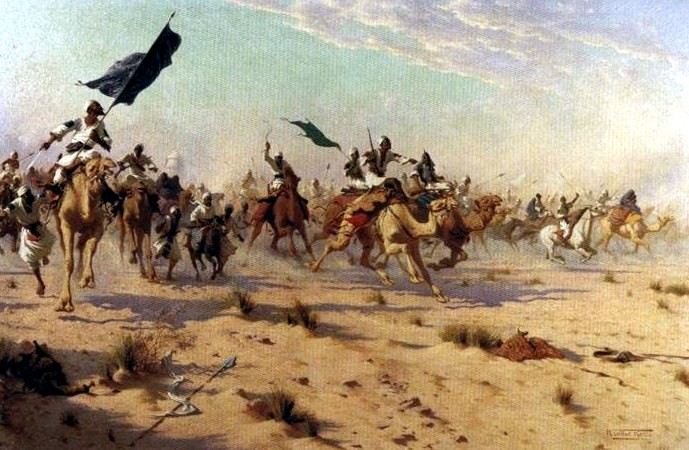
Quadre de Robert George Talbot Kelly.

En el matí del 2 de setembre, en produir-se l'esperat atac dervix, la força anglo-egípcia es trobava disposada en forma de semicercle després de la zareba, amb els seus flancs recolzats en el Nil i protegits pels canoners fluvials. Els mahdistes van atacar frontalment a les línies britàniques d'aquest semicercle, però van ser rebutjades sagnantment a 450 metres de la zareba, on s'amuntegaven els morts i ferits, fruit del foc d'artilleria, metralladores i fuselleria, sent que les forces dels dervixos, dotades d'antigues armes de foc i d'algunes llances es llançaven sobre les línies britàniques però eren repel·lides amb gravíssimes baixes pel devastador foc de les metralladores Maxim usades pels europeus. De fet les primeres avançades dervixos van ser gairebé exterminades en tant les seves molt antics fusells (alguns inclusivament de avantcàrrega) no tenien opció alguna d'oposar-se davant el més modern armament dels europeus, que permetia a aquests disparar ràfegues de bales amb una velocitat i cadència impossible de resistir pels mahdistes.
Els britànics van enviar a continuació el 21º Regiment de Llancers sobre la desorganitzada ala dreta dervix per interceptar el camí a la ciutat. A certa distància van localitzar a forces enemigues en el jaç sec d'un riu i es van llançar contra elles sense adonar-se que hi havia una gran horda dervix oculta en la depressió del terreny.
Per la seva banda, Kitchener marxava cap a Omdurman sense assegurar-se de la derrota enemiga i va sofrir l'atac d'aquests sobre la seva exposada rereguarda i flanc dret. Per sort per a ell, la rereguarda va contenir l'atac amb les seves ràfegues de metralladora mentre l'exèrcit formava per fer front a una altra massa de 20.000 dervixos, que van anar novament derrotats amb severes baixes. Les tropes de rereguarda van salvar al gruix de l'exèrcit britànic d'un terrible combat cos a cos que hauria produït gravíssimes pèrdues i potser la derrota de Kitchener.

## Conseqüències
L'emir Abdullah al Taashi va fugir i va sobreviure fins a 1898, quan mor en la batalla d'Umm Dubaykarat. Kitchener hauria de fer front al «Incident de Fachoda», en el qual quedaria assentat el poder britànic a la regió.
La batalla de Omdurman va ser la primera acció d'envergadura en la qual va prendre part Winston Churchill (abans havia servit com a observador estranger durant la Guerra hispano-estatunidenca a Cuba). Igual que el propi Kitchener i molts dels britànics que van participar en la batalla, Churchill posaria en pràctica l'après durant la rebel·lió mahdista en les futura Guerres Bòer a Sud-àfrica.